# Piper capillistipes
Piper capillistipes är en pepparväxtart som beskrevs av William Trelease. Piper capillistipes ingår i släktet Piper och familjen pepparväxter. Inga underarter finns listade i Catalogue of Life.